# Turbo FAST
Turbo FAST ist eine US-amerikanische Kinder-Zeichentrickserie von 2013. Die Fortsetzung des Films Turbo – Kleine Schnecke, großer Traum wurde international in vielen Ländern gezeigt und auch ins Deutsche übersetzt.

## Inhalt
Turbo ist der Name einer Schnecke, die infolge eines Unfalls eine ungewöhnliche Schnelligkeit entwickelt hat. So konnte Turbo seinen Traum verwirklichen, am bekannten Autorennen Indianapolis 500 teilzunehmen. Die Animationsserie setzt dort an, wo der Kinofilm Turbo – Kleine Schnecke, großer Traum aufgehört hat. Mit seinem Bruder Chet und seinen Freunden Bleifuß, Flamme, Drifter, Schneller Schnatten und Checker ist Turbo auf der ganzen Welt unterwegs, bekämpft Bösewichte und lernt neue Stunts. Zusammen bilden sie das „Fast Action Stunt Team“, kurz FAST. Ihr menschlicher Freund Tito hat eine neue Miniatur-Stadt für die Schnecken gebaut, in der es auch eine Rennstrecke für sie gibt. 

## Produktion und Veröffentlichung
Die Serie wurde von DreamWorks in den Vereinigten Staaten produziert. Dabei entstand eine Staffel mit 52 Folgen in drei Staffeln. Produzentin war Jennifer Ray, die Musik komponierten Halli Cauthery, Henry Jackman und Ali Dee. Regie führten Nate Clesowich, Anthony Chun, Phil Allora, Anthony Lioi, Michael Moloney, Juno John Lee und Chris Prynoski, die künstlerische Leitung lag bei Antonio Canobbio. Als weiteres Studio war auch Titmouse beteiligt.
Die Veröffentlichung der Serie startete am 24. Dezember 2013 auf Netflix mit den ersten fünf Folgen. Weitere jeweils fünf Folgen wurden am 4. April 2014, am 27. Juni 2014, am 12. September 2014 und am 1. Dezember 2014 veröffentlicht. Die 13 Folgen der zweiten Staffel kamen dann am 31. Juli 2015 heraus, die 13 Folgen der dritten Staffel am 5. Februar 2016. Parallel zu den USA brachte Netflix die Serie in vielen weiteren Ländern heraus. Discovery Kids zeigte die Trickserie in Brasilien. Die deutsche Erstausstrahlung erfolgte am 4. Oktober 2014 auf Super RTL. Sie lief bis zum 25. Oktober 2014. Folgen der zweiten und dritten Staffel wurden von dem Sender ab dem 1. Februar beziehungsweise dem 20. Juni 2016 gezeigt.
Die erste Staffel erschien am 2. Juni 2015 in den USA auf DVD bei 20th Century Fox Home Entertainment.

## Synchronisation
Die deutsche Synchronfassung entstand bei Deutsche Synchron Filmgesellschaft unter der Regie von Frank Schröder und nach einem Dialogbuch von Masen Abou-Dakn.
| Rolle                              | englische Stimme     | deutsche Stimme          |
| ---------------------------------- | -------------------- | ------------------------ |
| Turbo                              | Reid Scott           | Frank Schröder           |
| Chet                               | Eric Bauza           | Olaf Reichmann           |
| Schneller Schnatten / White Shadow | Michael Patrick Bell | Tobias Kluckert          |
| Bleifuß / Whiplash                 | John Eric Bentley    | Engelbert von Nordhausen |
| Flamme / Burn                      | Grey DeLisle         | Sarah Tkotsch            |
| Checker / Smoove Move              | Phil LaMarr          | Jan-David Rönfeldt       |
| Drifter / Skidmark                 | Amir Talai           | Marius Clarén            |
| Tito                               | Amir Talai           | Daniel Montoya           |